# 하태도
하태도(下苔島)는 대한민국 전라남도 신안군 흑산면 태도리에 있는 섬이다. 태도군도에 속한다. 하태도에 있는 하태항은 1973년 12월 19일 지방어항으로 지정되었다.